# Fruhstorferiola brachyptera
Fruhstorferiola brachyptera är en insektsart som beskrevs av Zheng, Z. 1988. Fruhstorferiola brachyptera ingår i släktet Fruhstorferiola och familjen gräshoppor. Inga underarter finns listade i Catalogue of Life.